# In the Shadow of Kilimanjaro
In the Shadow of Kilimanjaro es una película de horror británica de 1986 ambientada en Kenia. Está protagonizada por John Rhys-Davies, Timothy Bottoms e Irene Miracle y dirigida por Raju Patel.

## Sinopsis
Basada en una historia real, muestra los acontecimientos sucedidos en Kenia en 1984 cuando tras una larga sequía, los babuinos locales comenzaron a atacar los humanos.

## Reparto
| Actor            | Personaje                   |
| ---------------- | --------------------------- |
| John Rhys-Davies | Chris Tucker                |
| Timothy Bottoms  | Jack Ringtree               |
| Irene Miracle    | Lee Ringtree                |
| Michele Carey    | Ginny Hansen                |
| Don Blakely      | Julius X Odom               |
| Calvin Jung      | Mitushi Uto                 |
| Patrick Gorman   | Eugene Kurtz                |
| Mark Watters     | Carlyle Bandy               |
| Jim Boeke        | Claud Gagnon                |
| Patty Foley      | Lucille Gagnon              |
| Carl Vundla      | Oficial de distrito Tshombe |

## Producción
La película, dirigida por Raju Patel sobre un guion de T. Michael Harry y Jeffrey M. Sneller, fue producida por Film Corporation of Kenya, Intermedia Films, Mansfield Productions y Nyconnit NV.

## Lanzamiento
Se estrenó en Reino Unido el 30 de abril de 1986 con el título In the Shadow of Kilimanjaro.
Algunos de los lanzamientos internacionales fueron:
| País                | Estreno                 | Notas                                    |
| ------------------- | ----------------------- | ---------------------------------------- |
| Francia             | marzo de 1986           | Festival de Cine Fantástico de París     |
| Estados Unidos      | 9 de mayo de 1986       | distribuido por Scotti Brothers Pictures |
| Suecia              | 21 de noviembre de 1986 |                                          |
| España              |                         | En la sombra del Kilimanjaro             |
| Alemania Occidental |                         | Im Schatten des Kilimandscharo           |
| Finlandia           |                         | Kilimanjaro                              |
| Brasil              |                         | Pânico em Kilimanjaro                    |

Se promocionó con el eslogan "¡La muerte violenta fue la salida más fácil!".

## Crítica
Según Leonard Maltin, la película es "pesada, obvia y estúpida, además de innecesaria y repugnantemente macabra".